# Liste der Kulturgüter in Widnau
Die Liste der Kulturgüter in Widnau enthält alle Objekte in der Gemeinde Widnau im Kanton St. Gallen, die gemäss der Haager Konvention zum Schutz von Kulturgut bei bewaffneten Konflikten, dem Bundesgesetz vom 20. Juni 2014 über den Schutz der Kulturgüter bei bewaffneten Konflikten sowie der Verordnung vom 29. Oktober 2014 über den Schutz der Kulturgüter bei bewaffneten Konflikten unter Schutz stehen.
Objekte der Kategorie A sind im Gemeindegebiet nicht ausgewiesen, Objekte der Kategorie B sind vollständig in der Liste enthalten, Objekte der Kategorie C fehlen zurzeit (Stand: 1. Januar 2023).

## Kulturgüter
| Foto | | Objekt                                                                    | Kat. | Typ | Standort                          | Beschreibung                                                                                          |
| ---- | --- | ------------------------------------------------------------------------- | ---- | --- | --------------------------------- | --- |
| ja   | Datei hochladen · Wikidata zu Neuzeitliche Ruine der katholischen Pfarrkirche St.Jakobus (Q120752570) | Neuzeitliche Ruine der katholischen Pfarrkirche St.Jakobus KGS-Nr.: 01232 | B    | F   | Büchelstrasse 2.1 765875 / 252400 | Gegründet 1504. Im Innenraum sind ein altes Uhrwerk und 3 Glocken zu sehen, 2 davon funktionstüchtig. |
| ja   | Datei hochladen · Wikidata zu Katholische Kirche St. Joseph (Q29786991)                               | Katholische Kirche St. Joseph KGS-Nr.: 08411                              | B    | G   | Rütistrasse 13 766100 / 252700    | |